# Distretto di Beşikdüzü
Il distretto di Beşikdüzü (in turco Beşikdüzü ilçesi) è uno dei distretti della provincia di Trebisonda, in Turchia.